# 鄭雲逵
郑云逵（8世纪—810年），唐朝荥阳（今河南省荥阳市）人，郑昈的儿子。
唐代宗大历年间进士。开始作为幽州节度使朱泚的掌书记，朱泚把弟弟朱滔的女儿嫁给他。朱滔代朱泚为幽州节度使，郑云逵为判官。后来朱滔联合田悦叛唐，郑云逵抛弃妻子投奔长安，唐德宗拜郑云逵为谏议大夫。担任李晟的行军司马，以备咨询军机。唐宪宗元和初年，为右金吾卫大将军、京兆尹。